# 牧村一人
牧村 一人（まきむら かずひと、1967年8月19日 -）は、日本の小説家、推理作家。

## 略歴
千葉県生まれ。多摩美術大学卒業。
2006年、「俺と雌猫のレクイエム」で第45回オール讀物推理小説新人賞を受賞。2009年、『アダマースの饗宴』（応募時のタイトルは「六本木心中」）で第16回松本清張賞を受賞し作家デビュー。

## 作品

### 単行本
- 『アダマースの饗宴』（文藝春秋） 2009年7月、のち改題『六本木デッドヒート』（文春文庫） 2012年12月
- 『KIRICO@シブヤ』（文藝春秋） 2011年1月
- 『ブラッディ・ジュエリーは真夜中に笑う』（幻冬舎） 2012年9月
- 『君を憶えてる』（中央公論新社） 2014年4月
- 『つぶら、快刀乱麻』（文藝春秋） 2016年10月

### 雑誌掲載短編
- 「俺と雌猫のレクイエム」（文藝春秋、オール讀物 2006年11月号）
- 「たかし君のいる部屋」（双葉社、小説推理 2009年12月号）
- 「それも仕事のうち」（実業之日本社、月刊ジェイ・ノベル 2010年9月号）
- 「すべては彼女のため」（実業之日本社、月刊ジェイ・ノベル 2012年3月号）
- 「正義の味方じゃなくても」（実業之日本社、月刊ジェイ・ノベル 2012年9月号）
- 「犬までなら大丈夫」（実業之日本社、月刊ジェイ・ノベル 2013年8月号）
- 「タイムカプセルは闇の中」（実業之日本社、月刊ジェイ・ノベル 2014年2月号）
- 「たぶん、もうすぐ世界は終わる」（集英社、小説すばる 2014年5月号）